# Ковеш
Ковеш (рум. Coveș) — село у повіті Сібіу в Румунії. Адміністративно підпорядковане місту Агніта.
Село розташоване на відстані 209 км на північний захід від Бухареста, 39 км на північний схід від Сібіу, 115 км на південний схід від Клуж-Напоки, 88 км на північний захід від Брашова.

## Населення
За даними перепису населення 2002 року у селі проживали 732 особи.
Національний склад населення села:
| Національність | Кількість осіб | Відсоток |
| -------------- | -------------- | -------- |
| румуни         | 671            | 91,7%    |
| цигани         | 48             | 6,6%     |
| угорці         | 12             | 1,6%     |

Рідною мовою назвали:
| Мова      | Кількість осіб | Відсоток |
| --------- | -------------- | -------- |
| румунська | 722            | 98,6%    |
| угорська  | 9              | 1,2%     |